# ロマリオ・リカルド・ダ・シルバ
ロマリーニョ（Romarinho）ことロマリオ・リカルド・ダ・シルバ（Romário Ricardo da Silva）は、ブラジル・サンパウロ出身のサッカー選手。ポジションはフォワード。

## 来歴
2017年、アラビアン・ガルフ・リーグのアル・ジャジーラ・クラブに移籍した。主力として活躍を見せ、同シーズンのアル・ジャジーラのリーグ優勝に貢献した。
同年のFIFAクラブワールドカップ2017にも出場。開幕戦のオークランド・シティFC戦では決勝ゴールを決めると、続く浦和レッドダイヤモンズ戦でも先制ゴールをアシストし、チームを4強に導いた上、レアル・マドリードとの対戦を実現させた。
準決勝のレアル戦では先制点を決め、試合を有利に進めたが、最後はクリスティアーノ・ロナウドとギャレス・ベイルに得点を許し、1-2で惜敗した。
2018年8月9日、アル・イテハドに移籍した。
2024年6月10日、ネオムSCに移籍した。